# Rue de Monceau
 (mars 2016).
Pour les articles homonymes, voir Monceau.
La rue de Monceau est une voie de l’ouest de Paris, dans le 8e arrondissement. 

## Situation et accès
Elle commence au 188, boulevard Haussmann et se termine au 89, rue du Rocher.
Le quartier est desservi par la ligne 2 aux stations Villiers, Monceau et Courcelles.

## Origine du nom
Cette voie doit son nom à l'ancien village de Monceau à laquelle elle conduisait.

## Historique
La voie est indiquée à l'état de chemin, conduisant au village de Monceau, sur le plan de Jouvin de Rochefort (1672)[réf. nécessaire]. Baptisée « chemin de Mousseau », ou « Mousseaux », ou encore « Monceau », elle a été transformée en rue vers 1776 et, pour la partie comprise entre la rue de Courcelles et la rue du Rocher, dénommée « rue de Valois-du-Roule » en l'honneur du duc de Valois, fils du duc de Chartres, né en 1773. Le suffixe « du Roule » est rajouté pour éviter la confusion avec la rue de Valois-Saint-Honoré (voie disparue dans les années 1850) et la rue de Valois-Palais-Royal (actuelle rue de Valois).

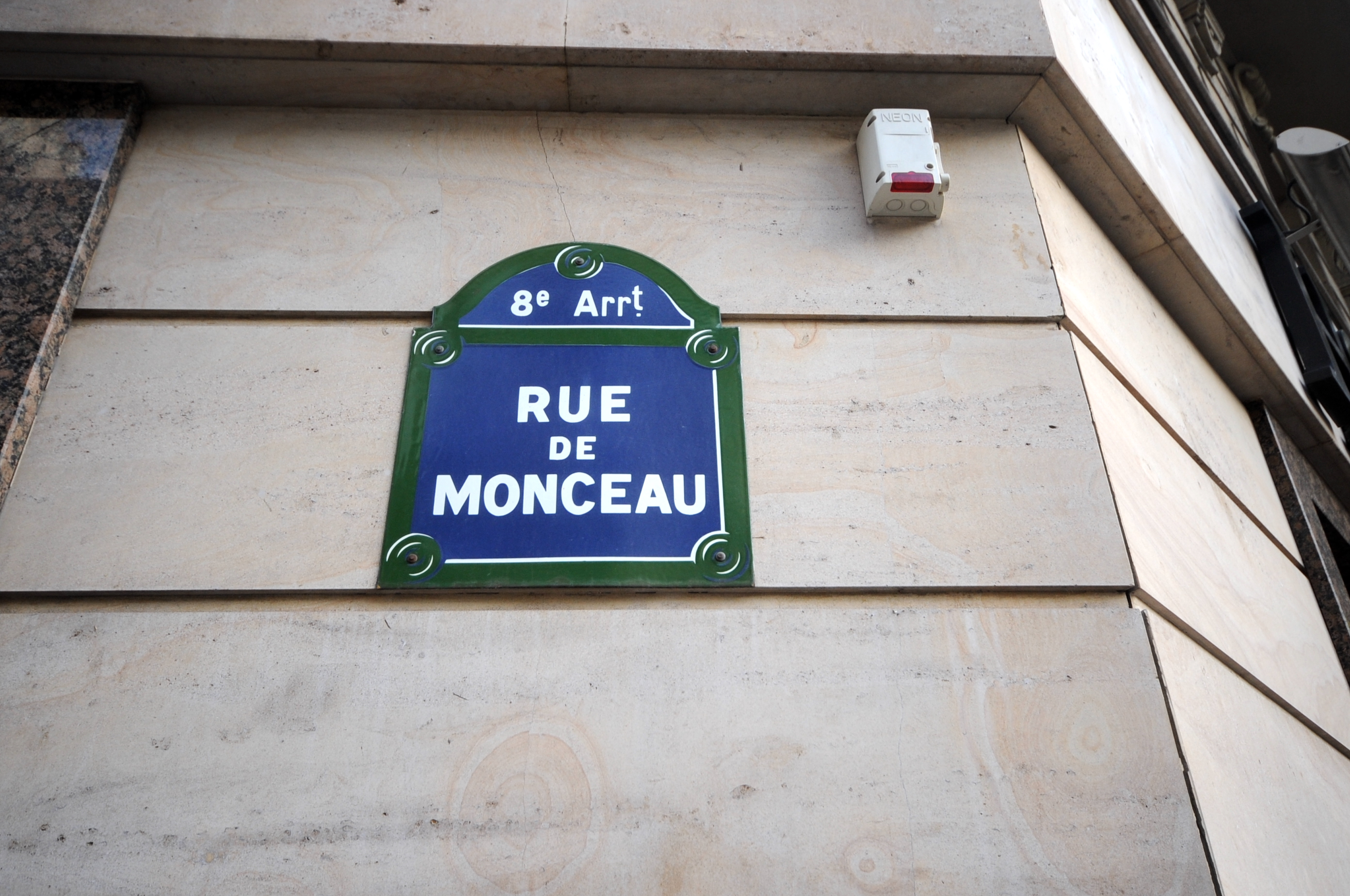
Plaque de la rue de Monceau, à l'intersection avec le boulevard Malesherbes, en 2009.

Un arrêté du 12 thermidor an VI (30 juillet 1798) la rebaptisa « rue Cisalpine » en l'honneur de la République cisalpine, « république sœur » créée le 27 juin 1797 en Italie par Napoléon Bonaparte. Elle reprit sa dénomination primitive par arrêté préfectoral du 27 avril 1814.
La rue de Monceau, de son côté, avait été ouverte en 1785 entre la rue du Faubourg-du-Roule (rue du Faubourg-Saint-Honoré) et la rue de Courcelles. Par arrêté du 2 avril 1868, la rue de Valois-du-Roule lui fut réunie et l'ensemble de la rue prit sa dénomination actuelle.

## Bâtiments remarquables et lieux de mémoire
La rue de Monceau est bordée de nombreux luxueux hôtels particuliers, bâtis pour la plupart sous le Second Empire. Certains d'entre eux furent habités par de grandes familles de financiers comme la famille Rothschild, la famille Ephrussi, la famille Camondo ou la famille Goüin.
- No 2 : Gabriel Marie Théodore Joseph comte de Hédouville, pair de France y décède[2].
- No 7 : ambassade du Kosovo en France, et Centre culturel du Kosovo.
- No 8 : l'architecte Jules Guillemin (1860-1944) y a habité[3].
- Nos 11-13 : emplacement de l'ancienne école libre de filles des Sœurs de Saint Vincent de Paul (no 11) et maison conventuelle (no 13) (en 1910)[4].
- No 14 : « Joli petit hôtel ancien au fond de la cour (propriété de M. Julliot) » (en 1910)[4].
- No 15 : école élémentaire. En 1910 : dispensaire de l'Assistance publique[4].
- No 16 : emplacement du théâtre Monceau[5]
- No 17 : emplacement de l'institution des religieuses de Saint-Joseph (en 1910)[4] puis du cours privé Saint-Louis de Monceau. Créé après la Première Guerre mondiale, ce dernier est un collège catholique destiné aux garçons de la bourgeoisie. Durant la Première Guerre mondiale, l'établissement scolaire est déplacé en province. Il ferme en 1976 lorsque l'institution religieuse vend les bâtiments. L'homme d'affaires Arnaud Lagardère et le président de la République Nicolas Sarkozy y ont notamment étudié[6],[7].
- No 24 : durant la Commune de Paris (1871), local affecté à La Commune sociale, « atelier de travail pour les femmes en même temps qu'une école-asile pour les orphelines et les jeunes personnes sans travail[8] ».

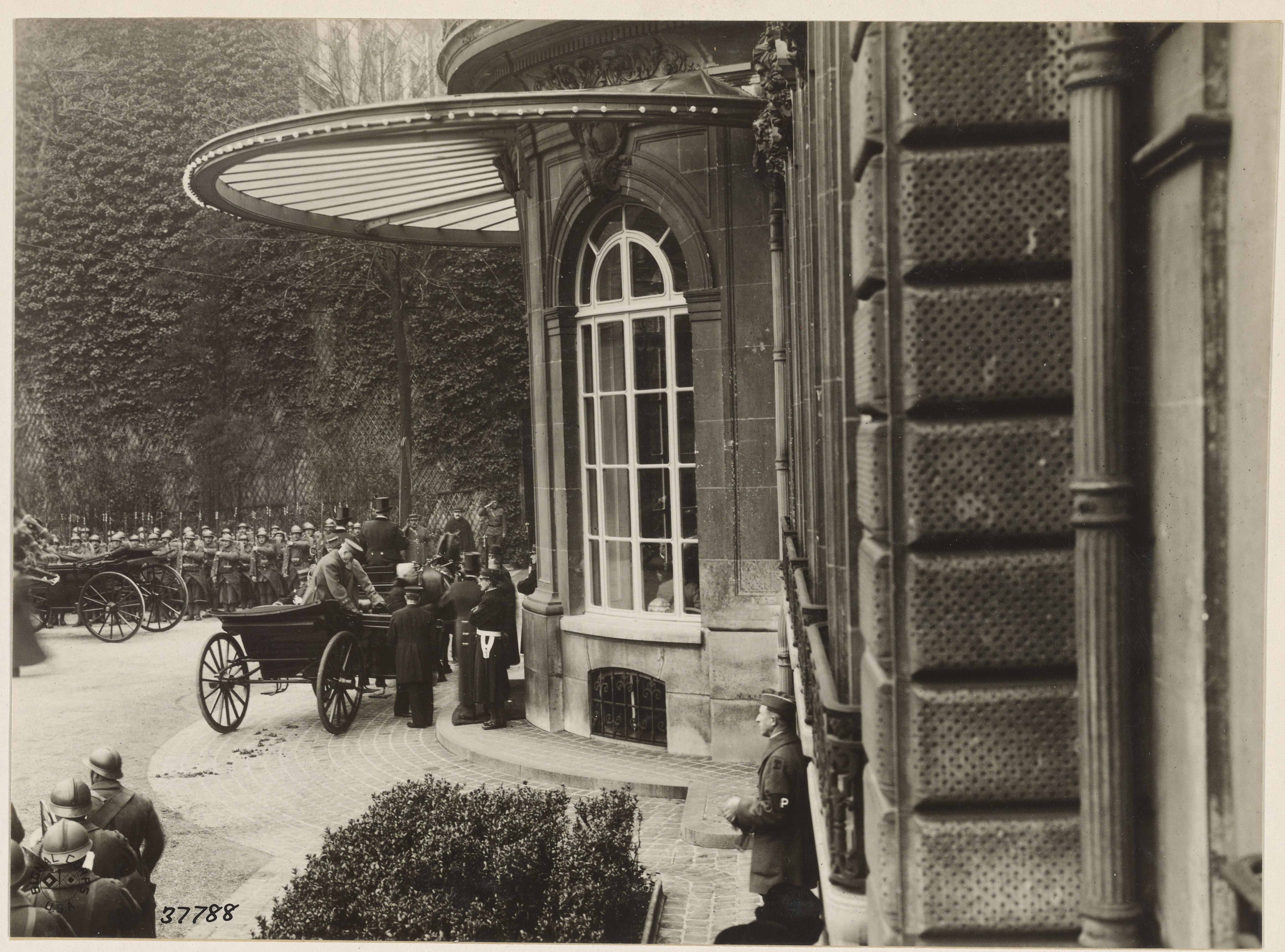
L'hôtel Murat en 1918.

- No 28 : emplacement de l'ancien hôtel Murat. « Ma première halte dans cette rue, écrit André Becq de Fouquières en 1954, je la ferai devant le haut portail du 28, celui de l'hôtel Murat. […] Il n'y a guère d'années encore, ce parc magnifique s'étendait jusqu'à la rue de Courcelles. Amputé, il reste magnifique […] pendant les noires années de l'Occupation, j'allais parfois le samedi dîner avec la princesse Murat, dans le petit salon du premier étage, devant le beau portrait que mon grand-oncle Alfred de Dreux fit de Napoléon III. Fille du duc d'Elchingen, la princesse Murat, née Cécile Ney[9], est la première dame du monde impérial de Paris. L'hôtel de la rue de Monceau, tout empli de souvenirs précieux de l'épopée napoléonienne, fut le cadre de fêtes inoubliables […] La princesse Murat perdit à la Première Guerre mondiale son fils Louis-Napoléon et la rue qui sépare l'hôtel du building conquis sur le parc, porte le nom de ce jeune prince héroïque. Après l'armistice de 1918, cette demeure servit de résidence au président Wilson pendant son séjour à Paris[10]. Avant d'appartenir au prince Murat, elle avait été à Mme Furtado-Heine[11], femme du financier[12]. »
- No 29 :

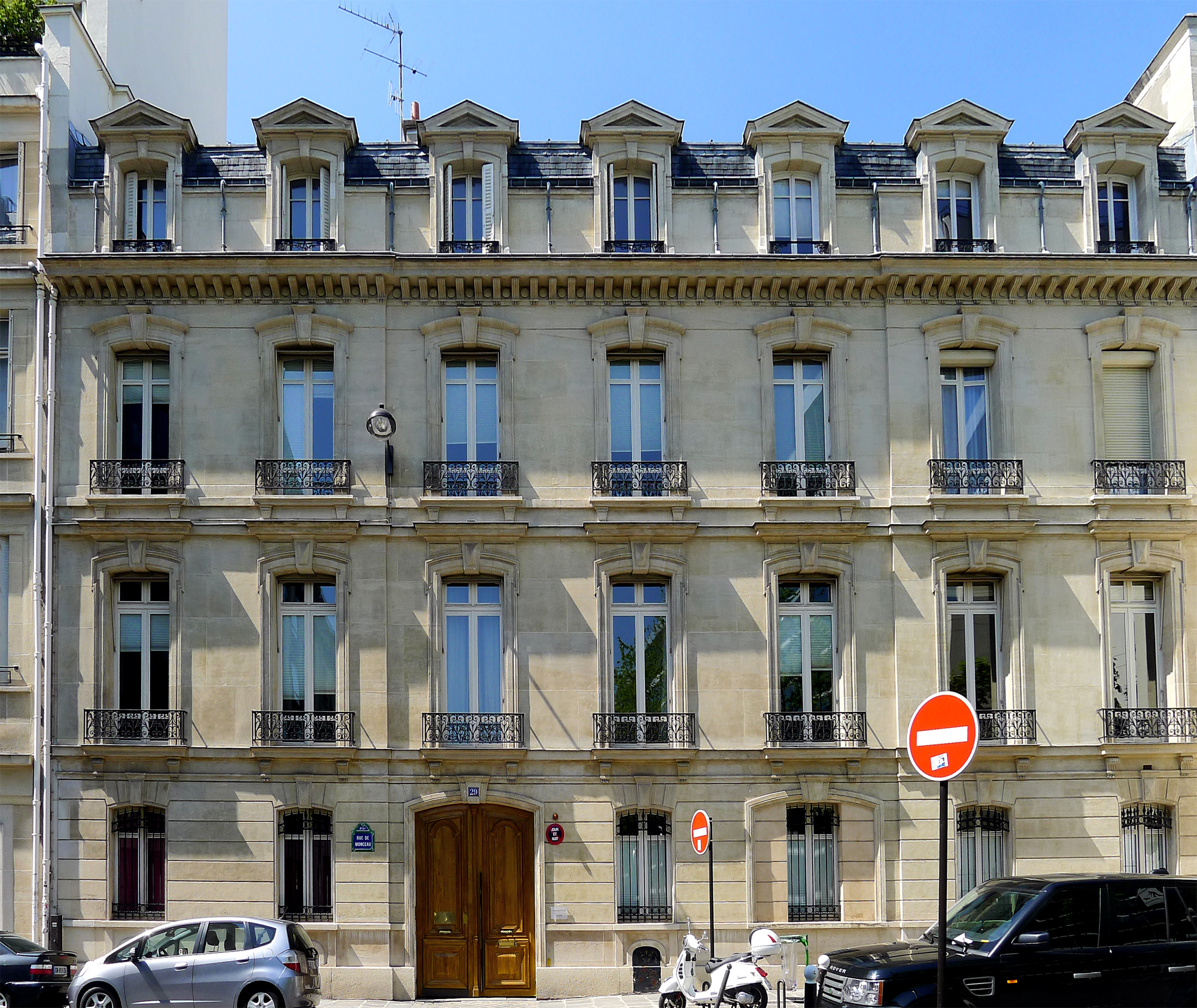
No 29.

- No 30 : emplacement de l'ancienne dépendance de l'Institution Sainte-Marie, propriété en 1910 de la Société civile Monceau[4].
- No 31 : pavillon de Madeleine Lemaire, peintre et aquarelliste surnommée en son temps l'« impératrice des roses ». Il est décrit par Marcel Proust dans un article intitulé « La cour aux lilas et l'atelier aux roses » — pastiche de Balzac — publié sous le pseudonyme de « Dominique » dans Le Figaro du 11 mai 1903 : « Les personnes qui, pour se rendre de l'avenue de Messine à la rue de Courcelles ou au boulevard Haussmann, prennent la rue appelée Monceau, du nom d'un de ces grands seigneurs de l'ancien régime dont les parcs privés sont devenus nos jardins publics, […] pour se diriger vers l'avenue de Friedland, ne manquent pas d'être frappées d'une de ces particularités archaïques, d'une de ces survivances […] qui font la joie des artistes et le désespoir des ingénieurs. Vers le moment, en effet, où la rue de Monceau s'approche de la rue de Courcelles, l'œil est agréablement chatouillé, et la circulation rendue assez difficile par une sorte de petit hôtel, de dimensions peu élevées, qui, au mépris de toutes les règles de la voirie, s'avance d'un pied et demi sur le trottoir de la rue qu'il rend à peine assez large pour se garer des voitures fort nombreuses à cet endroit, et avec une sorte de coquette insolence, dépasse l'alignement […] Malgré les petites dimensions de l'hôtel qui comprend un bâtiment à deux étages donnant immédiatement sur la rue, et un grand hall vitré, sis au milieu de lilas arborescents qui embaument dès le mois d'avril à faire arrêter les passants, on sent tout de suite que son propriétaire doit être une de ces personnes étrangement puissantes devant le caprice ou les habitudes de qui tous les pouvoirs doivent fléchir. […] Cet hôtel sur la rue est la demeure, et ce hall situé dans un jardin, l'atelier, d'une personne étrangement puissante en effet […] dont le nom signé au bas d'une aquarelle est plus recherché que celui d'aucun autre peintre, et l'invitation plus précieuse que celle d'aucune autre maîtresse de maison : j'ai nommé Madeleine Lemaire. […] C'est dans son atelier que Mme Lemaire commença par réunir quelques-uns de ses confrères et de ses amis. […] Eux seuls eurent d'abord la permission de pénétrer dans l'atelier, de venir voir une rose prendre sur une toile, peu à peu — et si vite — les nuances pâles ou pourprées de la vie […]. Tout Paris voulut pénétrer dans l'atelier et ne réussit pas du premier coup à en forcer l'entrée. Mais dès qu'une soirée était sur le point d'avoir lieu, chaque ami de la maîtresse de maison venant en ambassade afin d'obtenir une invitation pour un de ses amis, Mme Lemaire en est arrivée à ce que tous les mardis de mai, la circulation des voitures est à peu près impossible dans les rues Monceau, Rembrandt, Courcelles, et qu'un certain nombre de ses invités restent inévitablement dans le jardin, sous les lilas fleurissants, dans l'impossibilité où ils sont de tenir tous dans l'atelier si vaste pourtant, où la soirée vient de commencer. J'ai peine à retrouver, en face de l'hôtel Murat[13], écrit André Becq de Fouquières en 1954, le petit pavillon où Madeleine Lemaire donna tant de fêtes. Il est pourtant toujours là, au 31, mais son affectation présente — les services du port autonome du Havre — lui a imposé de profonds remaniements. “La Cour aux Lilas” et “L'Atelier aux Roses”, que Proust a décrits, n'abritent plus de fleurs, et Madeleine Lemaire […] n'a plus guère d'admirateurs. […] Il se peut qu'elle n'ait pas été une grande artiste, du moins fut-elle une grande laborieuse, ce que pouvaient ignorer ceux qui la venaient visiter vers cinq heures. Madeleine Lemaire se levait à l'aube pour s'enfermer dans son atelier qu'elle ne quittait que pour déjeuner, fort tard. Son repas pris, on pouvait la voir sortir de chez elle, emmenant ses chiens qui l'entouraient d'un cercle de jappements. Elle faisait “un tour” avec eux — par la rue de Courcelles, le boulevard Haussmann, l'avenue de Messine, la rue de Lisbonne, à peu près immuablement — et elle rentrait, reprenant ses pinceaux jusqu'à cinq heures. Alors commençait la vie mondaine de celle que Montesquiou […] avait pompeusement baptisée “l'impératrice des roses”. Elle recevait ses intimes chaque jour à l'heure du thé ; elle invitait ses amis, dès le printemps venu, chaque mercredi. Et puis trois ou quatre fois l'an, c'était “la grande liste” : alors tout Paris venait envahir le pavillon bas, l'atelier minuscule qu'une étroite serre tentait de… desserrer, et le jardinet où force était aux derniers arrivés de rester. Une petite scène avait été aménagée où se produisaient Mounet-Sully ou Réjane, Bartet ou Coquelin. Une toile de Jeanniot, qui a échoué au ministère des Affaires étrangères — mais y est-elle encore ? — nous restitue une de ces brillantes soirées où se pressaient Mme Conneau, veuve du médecin de Napoléon III et dame d'honneur de la princesse Mathilde, la comtesse de Maupeou et Mme Max, Jean Rameau et Montesquiou. C'est d'ailleurs rue de Monceau que Marcel Proust fut présenté à celui dont il allait faire son étonnant Charlus. Je ne suis pas tout à fait certain que Madeleine Lemaire ait aimé la peinture, mais je ne doute pas de son sincère amour de la musique. Aussi intransigeante que le duc de Massa — et d'ailleurs fort autoritaire en toute chose — elle n'eût pas toléré que la conversation se poursuivît lorsque Saint-Saëns, Reynaldo Hahn, Massenet ou Léo Delibes étaient au piano, accompagnant Calvé ou Bréval, Sibyl Sanderson ou Mme de Kinen. Elle donna une fête mémorable pour célébrer la sortie en librairie des Trophées. […] Suzette Lemaire, la fille du peintre, et qui était elle-même une artiste délicate, préféra, après la disparition de sa mère, abandonner la plaine Monceau et demeurer jusqu'à sa mort dans son petit château d'Île-de-France. C'est M. Jean Kinen, fidèle ami de l'artiste et de sa fille, qui s'entremit pour la vente de cette vieille demeure — la seule de la rue qui ne soit toujours pas à l'impeccable alignement cher aux géomètres de la Ville de Paris[14]. »

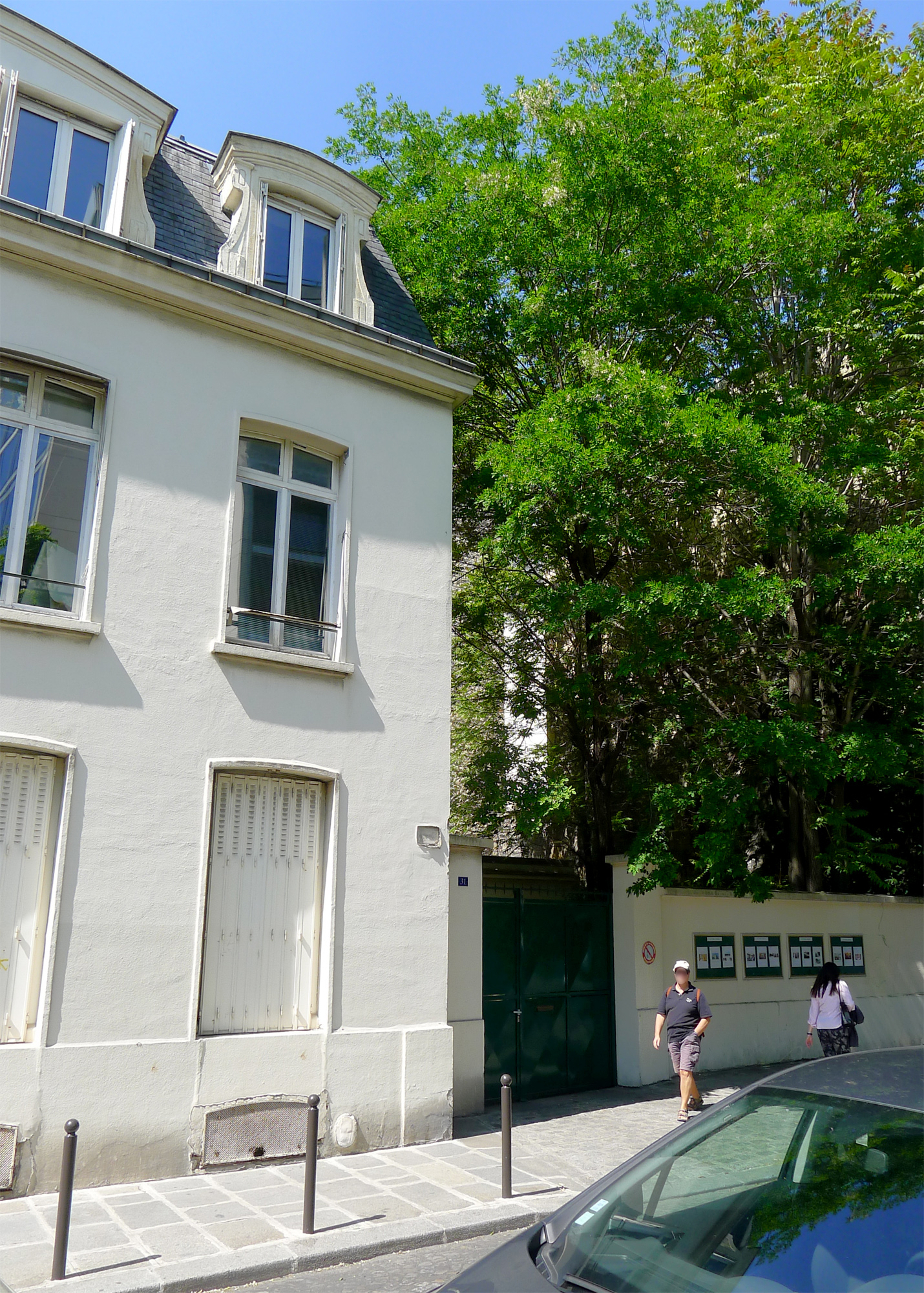
No 31.
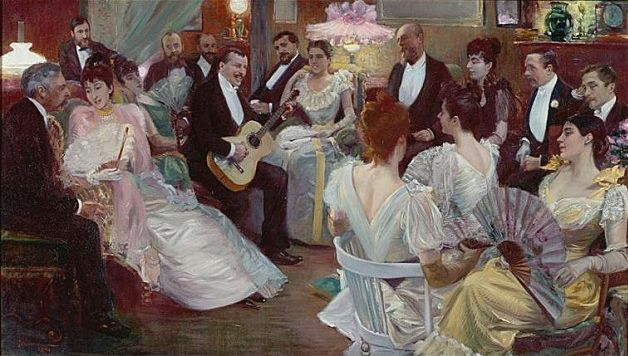
Pierre Georges Jeanniot, Une Chanson de Gibert dans le salon de Madame Madeleine Lemaire (1891), Roubaix, La Piscine

- No 32 : emplacement de la maison où est né en 1799 le roi Oscar Ier de Suède, fils du maréchal Bernadotte (plaque commémorative). La maison était alors le 291, rue Cisalpine. Elle fut remplacée par un hôtel où habita M. St-George Armstrong et qui fut acquis en 1897 par l'Institution Sainte-Marie[4].
- No 33 : hôtel qui appartenait en 1910 à Mme Jules Lebaudy née Amicie Piou (voir « Famille Lebaudy ») et qui était loué à M. L. Monnier[4].

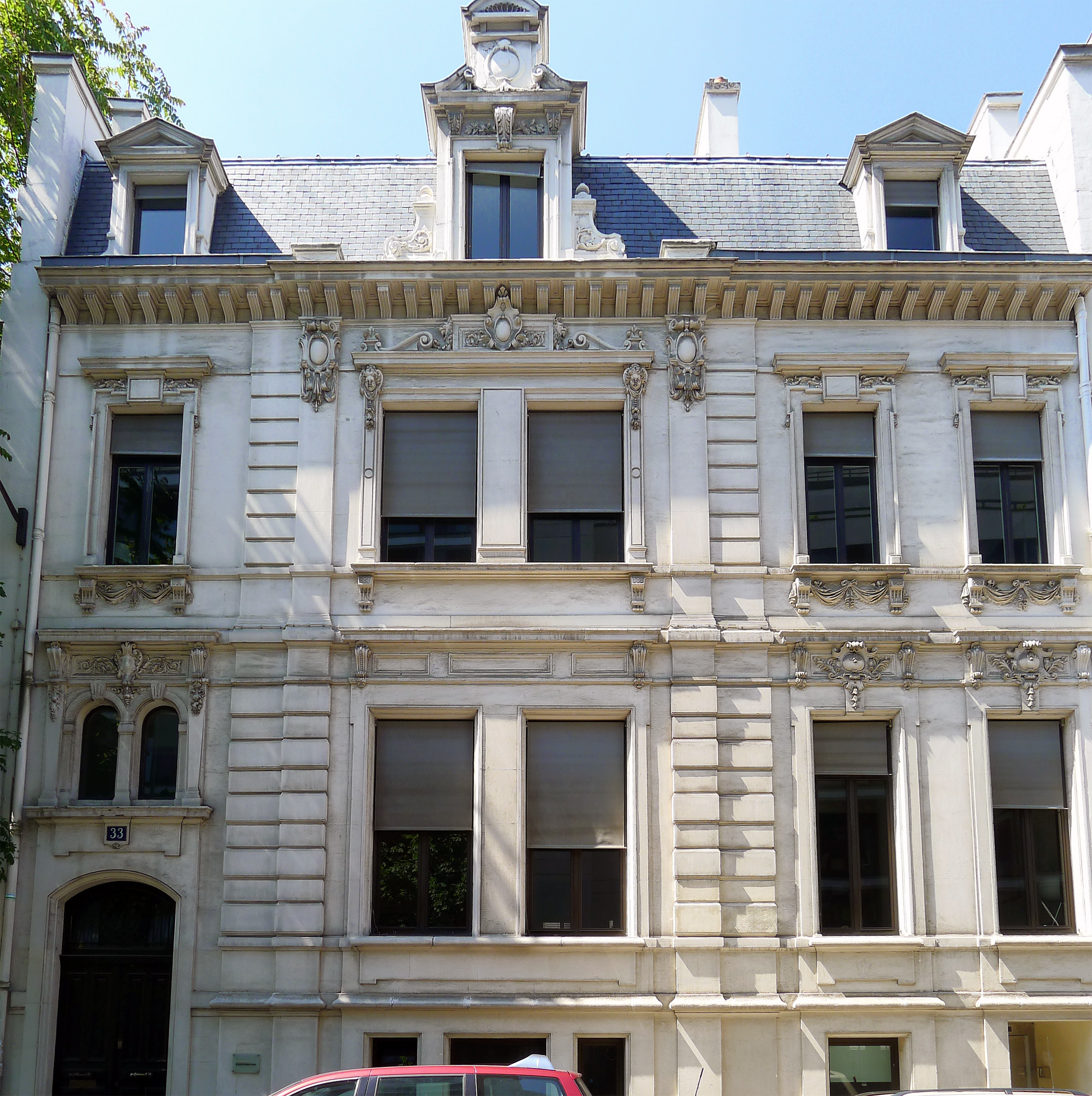
No 33.

- No 34 : emplacement de l'Institution Sainte-Marie de Monceau au XIXe siècle.
- No 35 : emplacement d'un hôtel particulier (en 1910)[4].
- No 40 : « Devant l'immeuble du no 40, j'inscris les noms de Vernes et de Mallet, deux familles de protestants français réfugiés au XVIIe siècle à Genève ou à Lausanne, et qui nous revinrent à la veille de la Révolution[15]. »

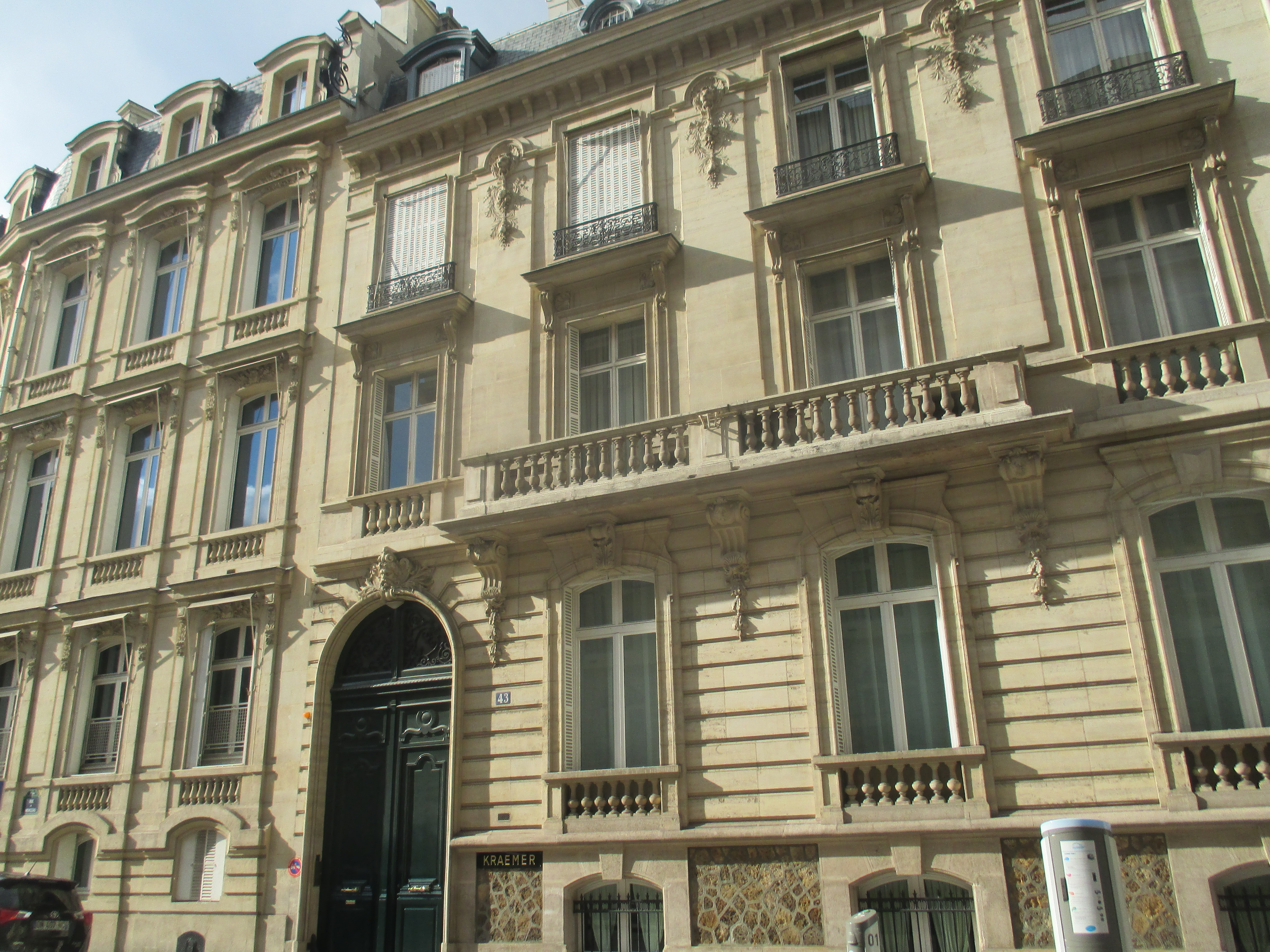
No 43.

- No 43 : hôtel particulier de la famille des antiquaires Kraemer, acheté par Lucien Kraemer en 1928. Aryanisé en 1942 sous l'Occupation pour devenir l'Institut d’anthroposociologie ou Institut d’études antisémites créé par le Commissariat général aux questions juives et l'Institut d'étude des questions juives dirigé par Louis Darquier de Pellepoix, Claude Vacher de Lapouge et Abel Bonnard à partir du 22 décembre 1942, il est rendu après la Seconde Guerre mondiale à ses descendants, qui y ont aujourd'hui une galerie[16].
- No 45 : l'acteur Louis de Funès y demeura dans les années 1950-1960[17].
- Nos 45-47 : emplacement d'un hôtel particulier construit pour Isaac Pereire. Acquis en 1868 par le baron Adolphe de Rothschild (1823-1900), qui le fit transformer par Félix Langlais et y installa ses magnifiques collections. La baronne Adolphe, née Julie von Rothschild (1830-1907), appréciait particulièrement l'art français du XVIIIe siècle. Après eux, l'hôtel fut la résidence de Maurice de Rothschild (1881-1957), fils du baron Edmond de Rothschild. « Avec Maurice de Rothschild, cette demeure allait connaître ses heures les plus brillantes peut-être. Dans la grande galerie décorée de fresques de Jules Romain […] et presque aussi fastueuse que la galerie d'Apollon au Louvre, dans ses salons ornés de toiles de Boucher, de Greuze, de Nattier ou de Hubert Robert […] et où les moindres bibelots étaient des chefs-d'œuvre de Clodion, de Houdon ou de Falconnet, les fêtes et les réceptions se succédèrent[18]. »
- No 48 : Roger Dutilleul, collectionneur d'art y vécut.
- No 51 : « Hôtel au fond de la cour » (en 1910)[19].
- No 52 : hôtel néo-gothique de Mme Delaville Le Roulx (en 1910)[19].

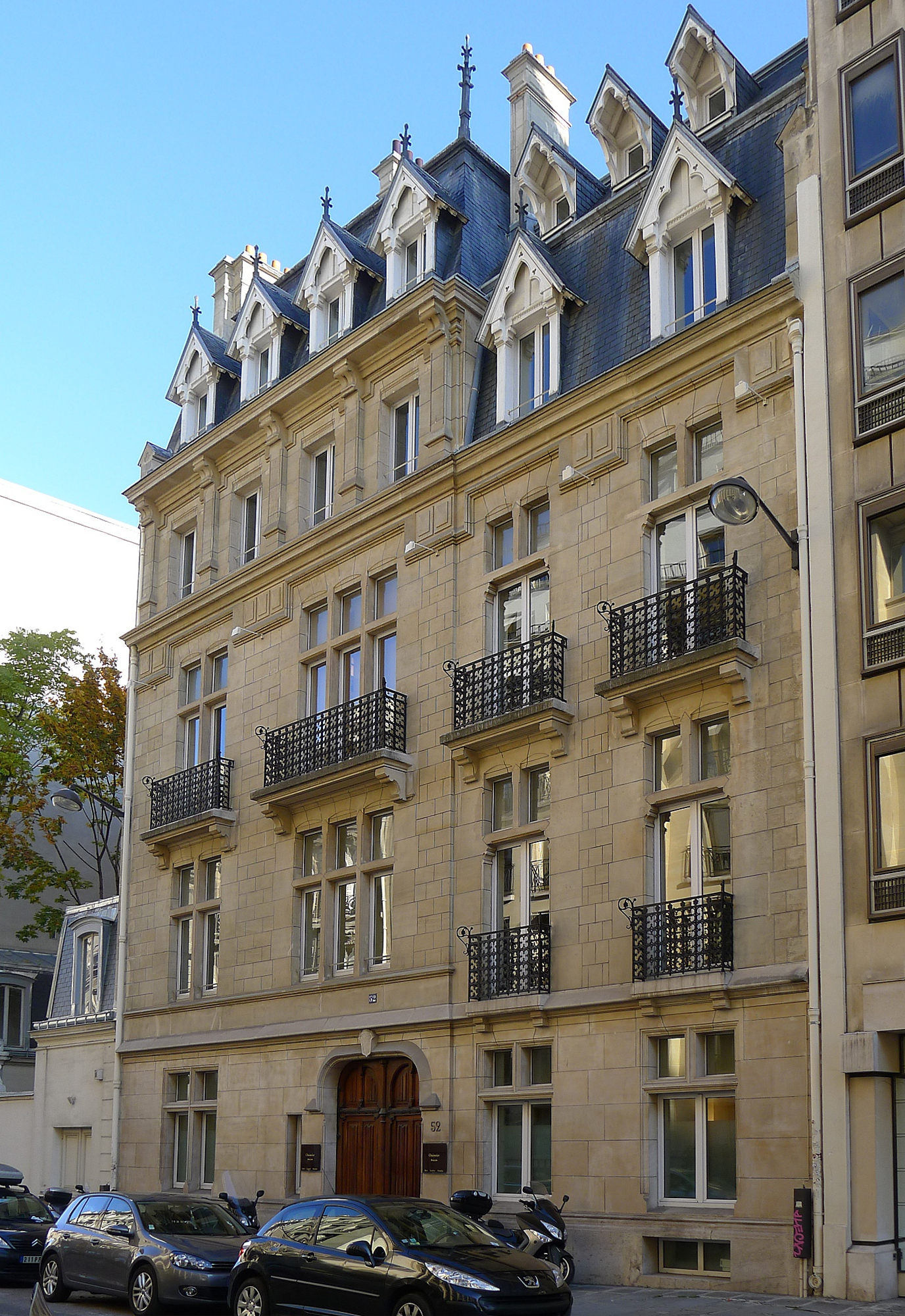
No 52.
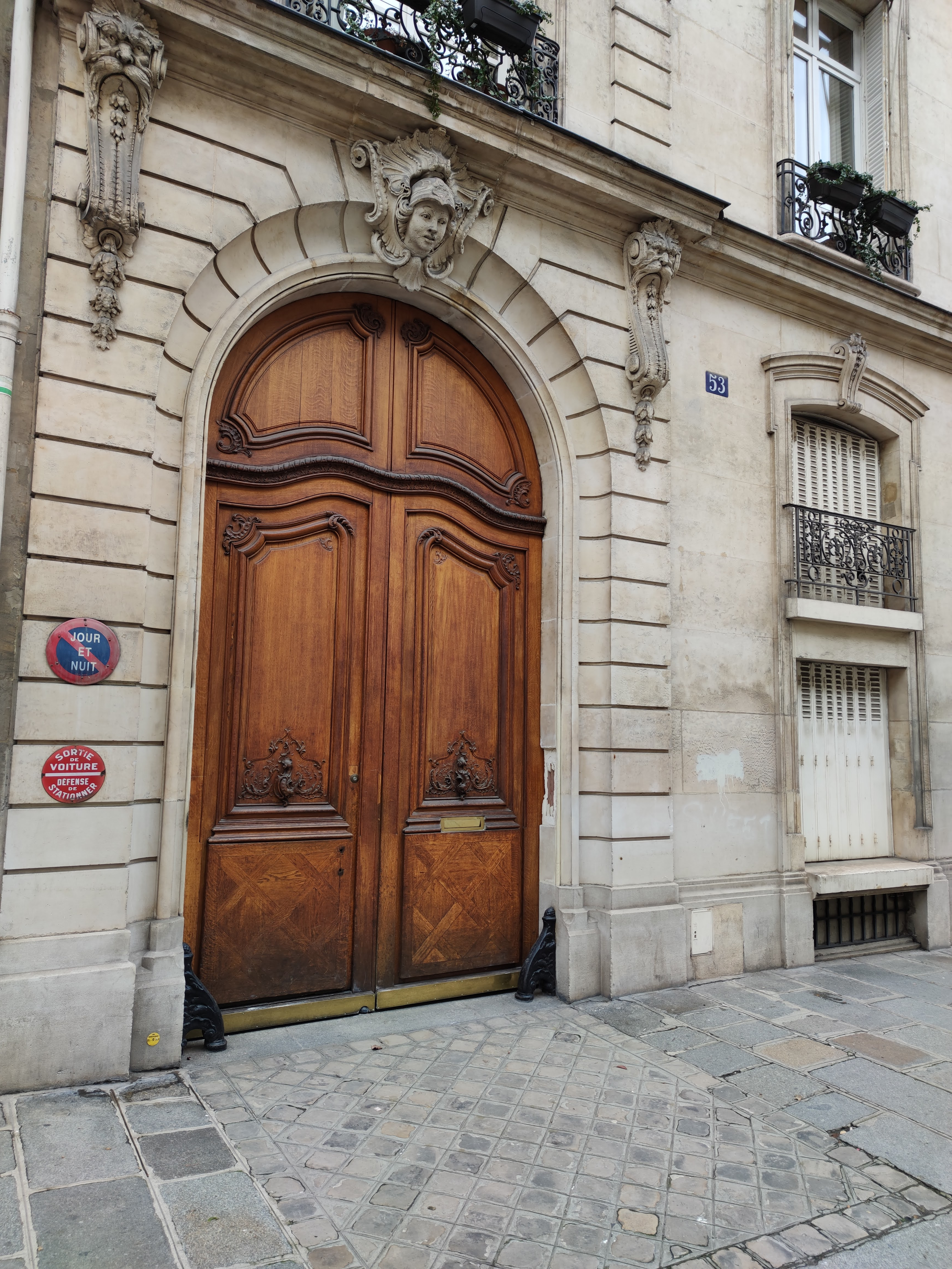
No 53.

- No 53 : hôtel de Mme P. Béjot (en 1910)[19]. Peu après la Seconde Guerre mondiale, une riche Américaine, Eleanor Post Close (1909-2006), qui sera l'épouse du chef d'orchestre Léon Barzin, fait l’acquisition des lieux[20]. Après sa mort, l’hôtel reste inhabité pendant près de 10 ans[21].
- No 54 : c'est ici que se trouvait le siège social de la revue d'art  Le Bulletin de l'art ancien et moderne de 1899 à 1935. Aujourd'hui, l'hôtel particulier accueille le Blue Shaker, siège social de la société Bengs.
- No 55 : hôtel de la famille Cattaui, banquiers égyptiens[22]. L'auteur dramatique Édouard Pailleron y est mort en 1899.
- No 60 : habité à partir de la fin du XIXe jusqu'en 1918 par l'industriel Albert Domange et sa femme, la compositrice Mel Bonis. Jules Gervais (1851-1933) y est mort.

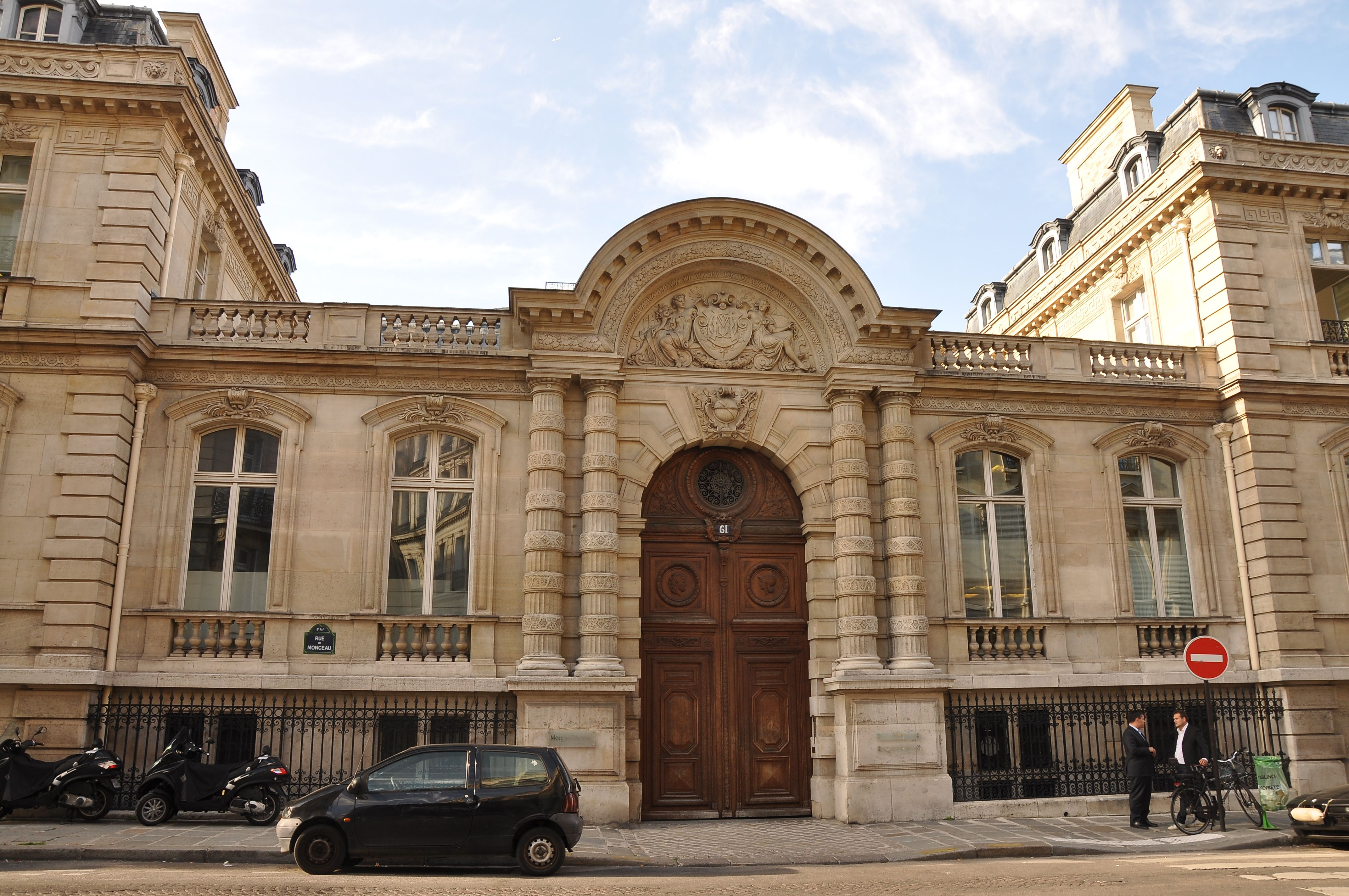
Hôtel de Camondo, au no 61.

- No 61 : hôtel de Camondo. Construit en 1874-1875 pour le financier Abraham-Behor de Camondo (1829-1889) par l'architecte Denis-Louis Destors. Vendu en 1893 par Isaac de Camondo à Gaston Menier (1855-1934), fils cadet d'Émile-Justin Menier, sénateur de Seine-et-Marne et directeur de la Compagnie du Chocolat Menier, qui a probablement fait construire les bâtiments annexes sur cour ainsi que le bâtiment sur rue. L'hôtel fut également la résidence de son fils, Georges Menier (1880-1933). Après leur mort, la veuve de ce dernier, née Simone Camille Marie Legrand (1881-1972), quitta l'hôtel de la rue de Monceau pour aller habiter l'hôtel de Jarnac, rue Monsieur[22]. Les façades et les toitures sont classées à l'inventaire des monuments historiques.

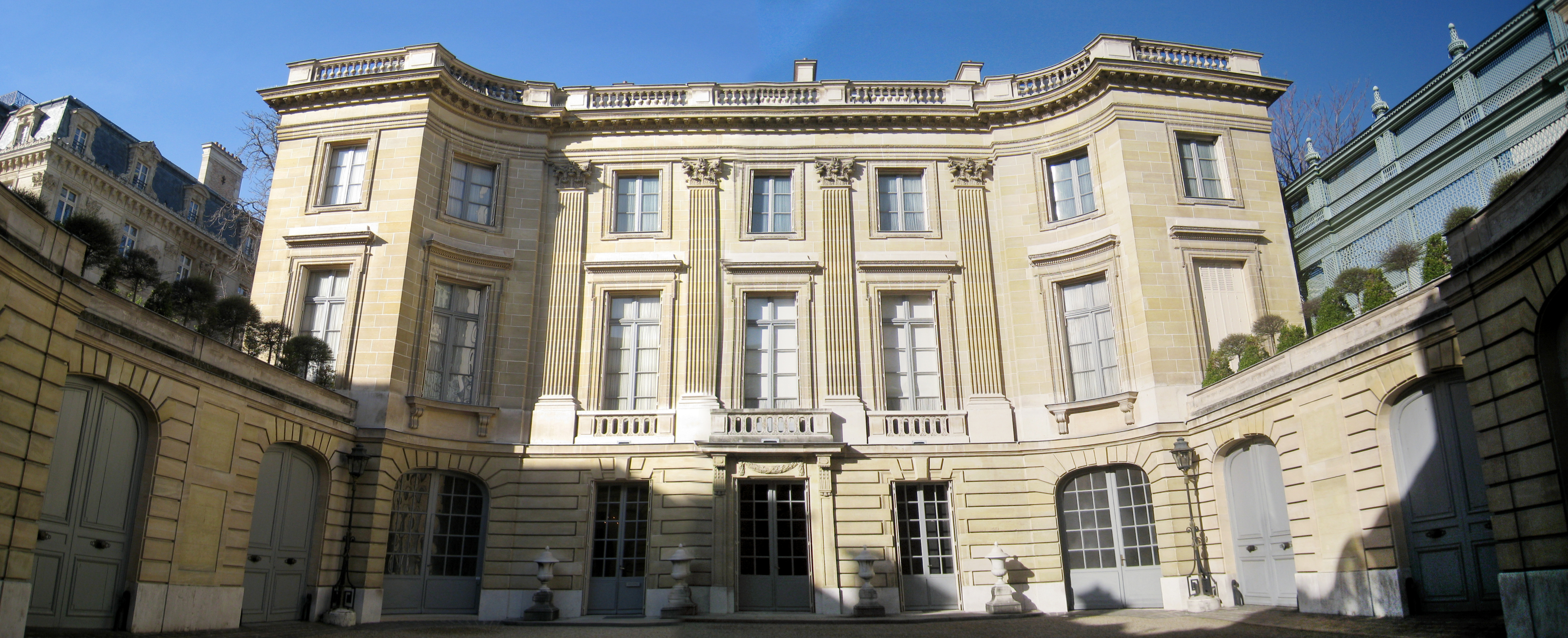
Musée Nissim-de-Camondo, au no 63 (1912).

- No 63 : musée Nissim-de-Camondo. L’hôtel particulier du comte Moïse de Camondo (1860-1935) est la reconstitution d’une demeure élégante du XVIIIe siècle construite de 1911 à 1914 en bordure du parc Monceau par l’architecte René Sergent. Moïse de Camondo, collectionneur passionné, y a rassemblé meubles, tableaux, tapis, tapisseries, porcelaines et orfèvrerie du XVIIIe siècle français d’une qualité exceptionnelle. À sa mort en 1935, il lègue cet ensemble aux Arts décoratifs et à l’État français en souvenir de son fils Nissim disparu en combat aérien lors de la Première Guerre mondiale afin qu’il devienne le musée Nissim de Camondo.
- No 64 : Louise Tilleke, artiste plasticienne, y vécut.
- No 78 : Louis Aragon y vécut. Michel Berger et France Gall y achetèrent un triplex où ils emménagent en 1986. France Gall continua d'y vivre jusqu'à son décès, le 7 janvier 2018 à l'hôpital américain de Neuilly sur Seine.
- No 81 : hôtel Ephrussi. Hôtel particulier du banquier Michel Ephrussi (1845-1914). May Ephrussi, par son mariage princesse de Faucigny-Lucinge, y naquit en 1880. Ignace Ephrussi (1848-1908) y a également résidé (voir « Famille Ephrussi »). Gaston Goüin y a également vécu. L'hôtel de cette famille est largement décrit dans le livre d'Edmund de Waal, Le Lièvre aux yeux d'ambre[23].
- No 83 : Julien Cain y habita.
- No 95 : site Monceau de l'établissement scolaire privé sous contrat Fénelon Sainte-Marie[24].
- No 97 : emplacement de l'ancien cimetière des Errancis où furent inhumés du 24 mars 1794 au mois de mai 1795 les corps de 1 119 personnes guillotinées place de la Révolution (actuelle place de la Concorde). En 1937, Clémentine Ballot (1879-1964), artiste peintre de l'école de Crozant, demeurait à cette adresse.

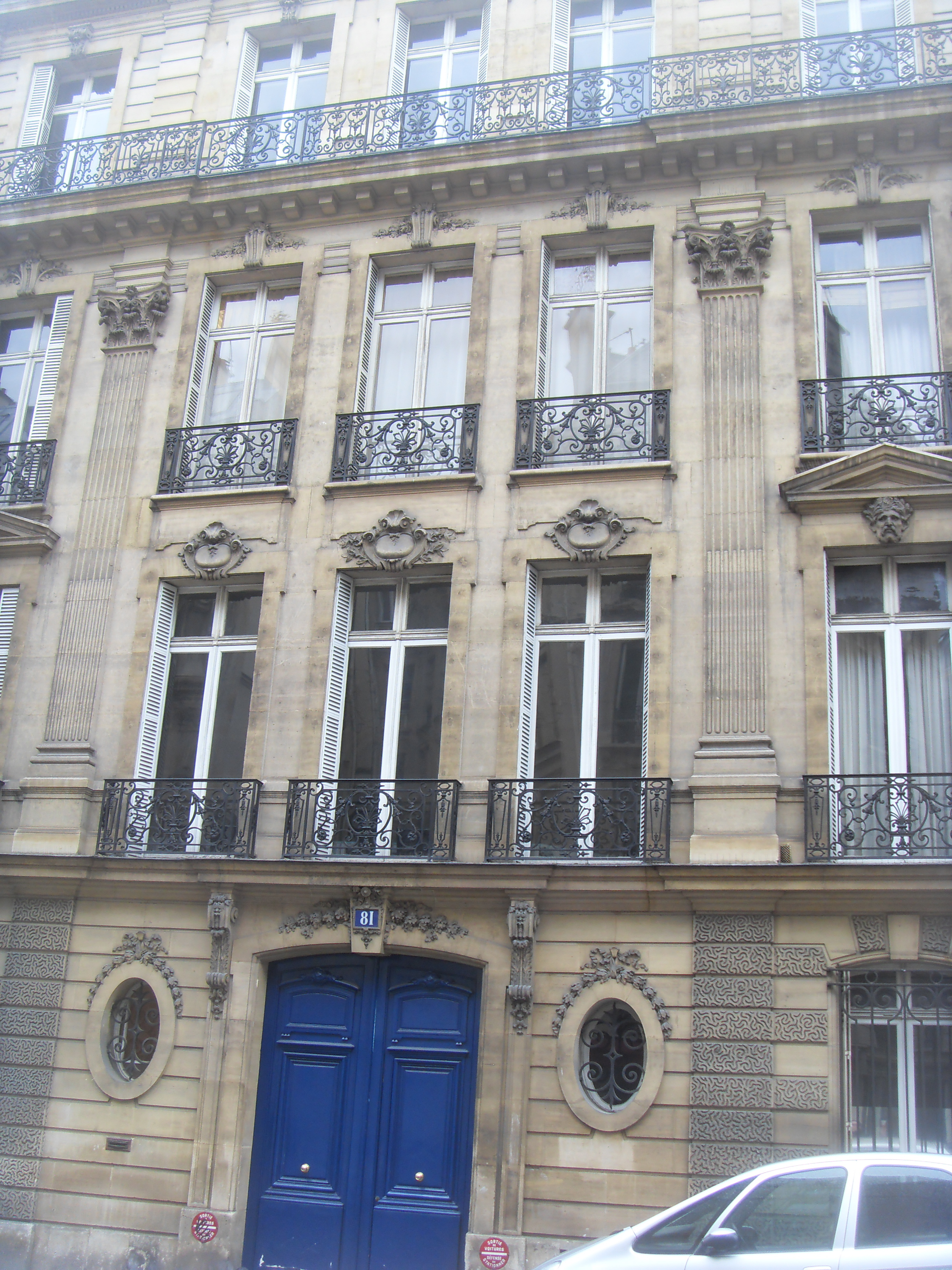
Hôtel de la famille Ephrussi au no 81 (1871).
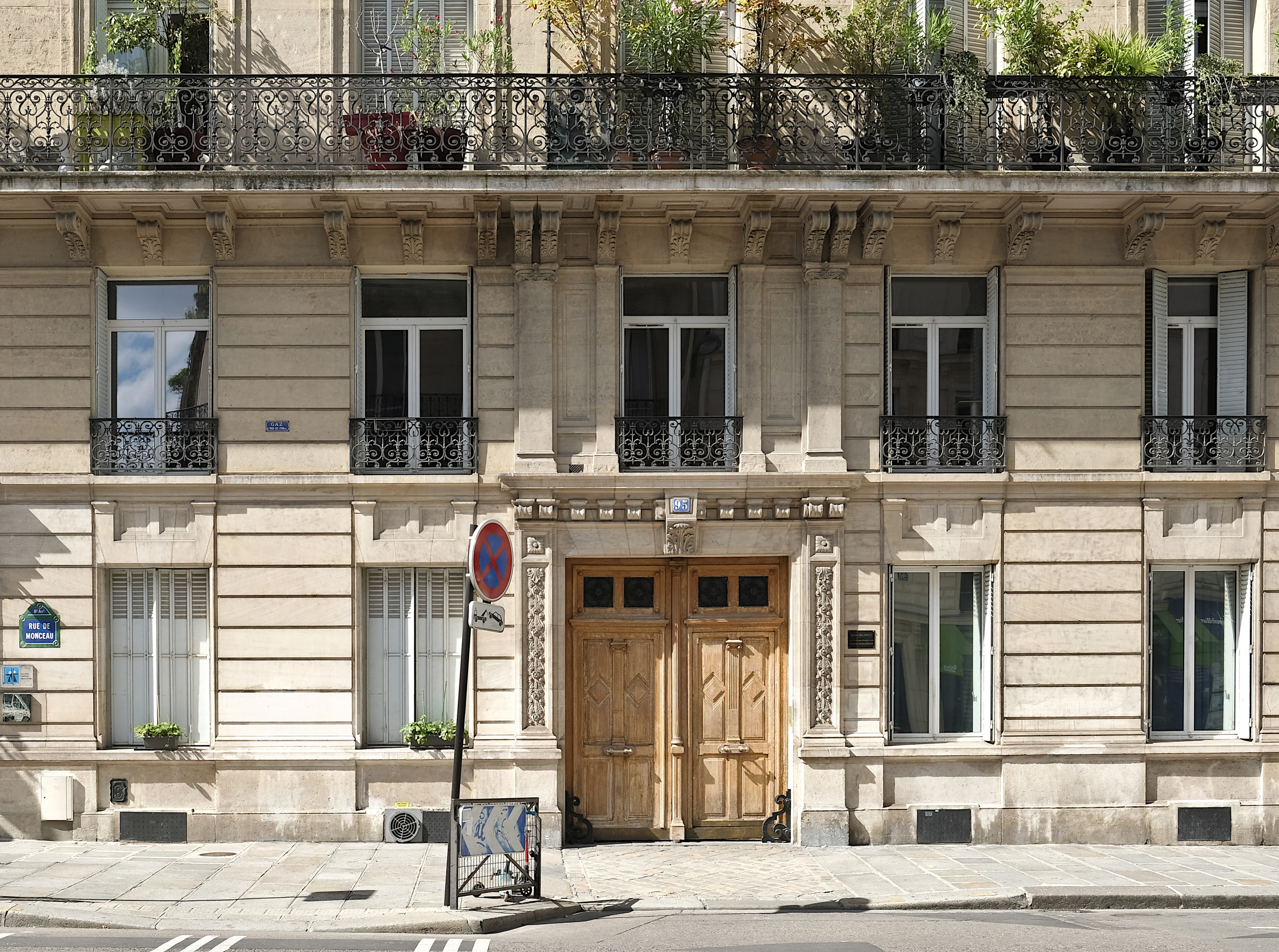
no 95.

## Sources
- André de Fouquières, Mon Paris et ses Parisiens, vol. 2, Paris, Pierre Horay, 1954.
- Félix de Rochegude, Promenades dans toutes les rues de Paris : VIIIe arrondissement, Paris, Hachette, 1910 (lire en ligne).